# Château de La Serpent
Le château de La Serpent est situé à La Serpent, commune du département de l'Aude, localisée sur un promontoire duquel la vue s'étend au loin. Le point d'observation stratégique que constitue le château de La Serpent est celui d'un Castrum. Au Moyen Âge, en lien avec les caractéristiques de sa localisation, le nom antique que porte le château et la seigneurie de La Serpent dans les manuscrits anciens, rédigés alors en langue latine, est : Castrum de Serpente, littéralement : le château, le fort, ou la place forte des Serpents.

## Description
L'édifice actuel fut construit sur les lieux d'un château fortifié plus ancien datant du Moyen Âge. Il date principalement du XVIe siècle et du XVIIe siècle époque où le château ancien fut remanié et agrandi. Situé sur les coteaux à l’entrée du village, il représente une réduction architectonique du château de Versailles.

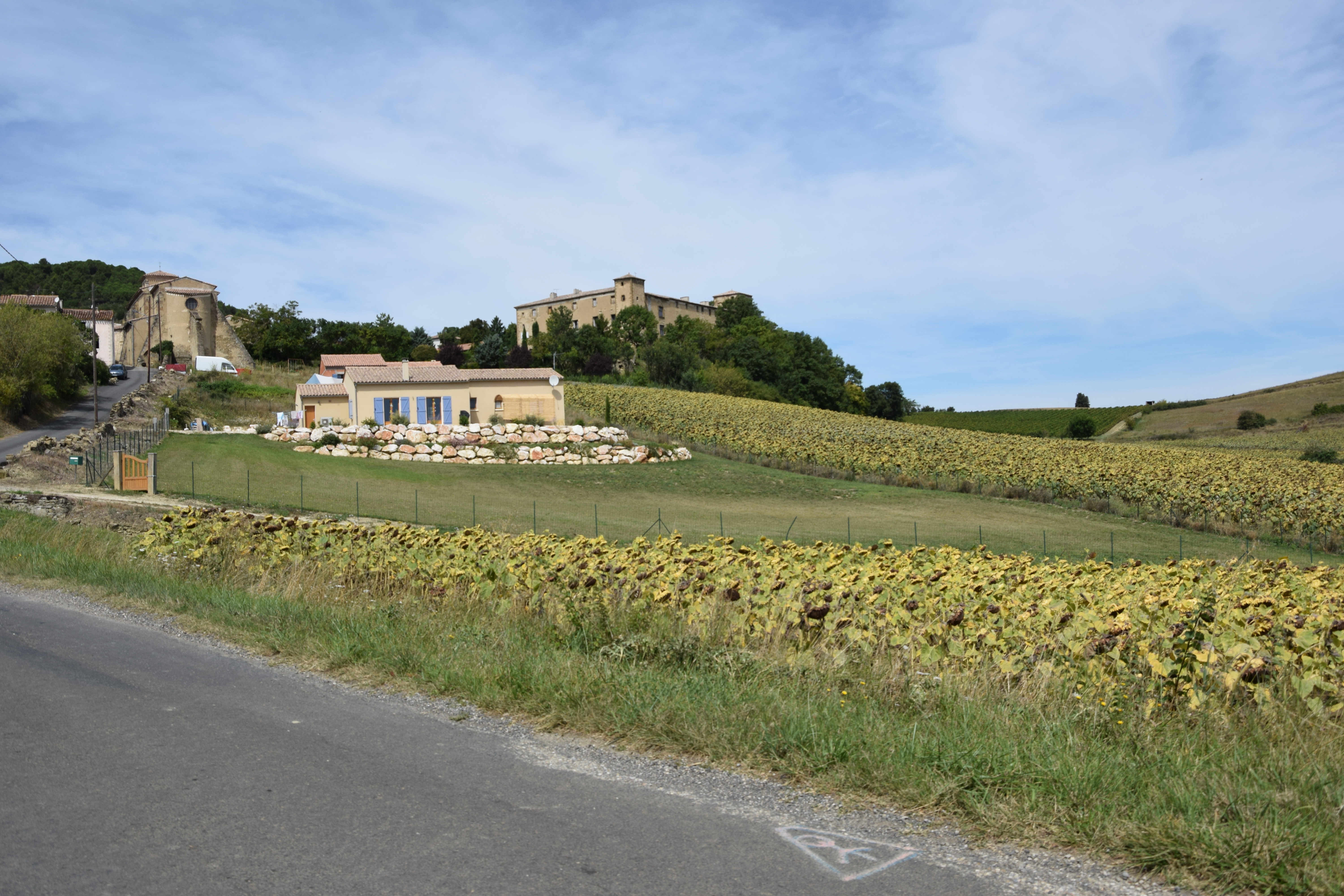
Arrivant par la route, l'entrée du village de La Serpent et l'église, surplombées du château

Tout près de l’église qui était aussi chapelle castrale, au nord du village qu’il semble protéger de sa masse imposante, se dresse le château. Vaste édifice, de trois étages, ayant une forme rectangulaire, il est flanqué à chacun de ses angles extérieurs sur la façade est, d’une tour carrée. Les faces latérales des tours sont armées de canonnières superposées, de type ovale. La présence de ces canonnières rappelle le statut de forteresse qui a été antérieurement celui d’un château gouverné par une lignée de seigneurs combattants. Les deux tours viennent encadrer la façade extérieure qui s'offre en sentinelle, surplombant un paysage splendide sur les montagnes pyrénéennes. Le château édifié à partir du plan de celui de Versailles, offre un spécimen remarquable et bien conservé de l’architecture du siècle de Louis XIV. A ce titre il est digne de l’attention de l’archéologue comme du touriste.
Une entrée flanquée de deux pavillons formant poterne donne accès à l'ouest, à travers un vaste jardin intérieur, aux deux ailes principales et à la cour d'honneur, l'ensemble dessinant une forme de U. Les bâtiments encadrent une grande cour dont l'accès se fait par une large avenue close de murs que précèdent les pavillons encadrant le portail d'entrée. Les appartements seigneuriaux devaient occuper le pourtour de cette cour. L'aile nord devait être réservée aux communs. Au contraire, la symétrie de la façade orientale, entre ses deux tours carrées, indique une répartition des salles en longueur. Cette contradiction tend à montrer que, vers la fin du XVIIe siècle, il y eut une adaptation du château ancien suivant une nouvelle distribution répondant davantage aux goûts du temps. 
Un bel escalier de pierre, véritable escalier d’honneur, occupe le centre du bâtiment tandis que des escaliers de service, de proportions moindres, sont situés dans les ailes. Les murs sont d’une épaisseur remarquable. 
Le château est composé d'une cinquantaine de pièces avec de vastes pièces de réception à hauts plafonds et cheminées, la salle seigneuriale d'honneur représentant à elle seule une surface de 110 m². L'ensemble des pièces s'étend sur une superficie totale de quasi 1600 m².
Le château a aussi conservé sa cuisine voûtée d'époque, avec sa cheminée monumentale.
Il dispose en outre de superbes caves voûtées elles aussi et d'un grenier de plus de 600 m² avec une charpente cathédrale. 
Un parc entoure la demeure avec bois et pelouse.

## Localisation
Le château est situé sur la commune de La Serpent, commune du Pays de la haute vallée de l'Aude à 10 km au nord-ouest de Couiza, dans le département français de l'Aude, en région Occitanie. 

## Historique
Simple alleu dans les temps antiques du Haut Moyen Âge, le fief situé dans le Haut Razès se trouve mentionné pour la première fois en 1319 dans des documents relatifs au Salin de Carcassonne. Les seigneurs de La Serpent sont alors issus de la famille de Rivière. Ils doivent hommage pour La Serpent, Le Lion et Bouriège, aux seigneurs de Mirepoix, de la Maison de Lévis.
Vers 1390, La Serpent change plusieurs fois de main. La seigneurie passe d’abord à la famille du Vivier, par le mariage de Gabelle de Rivière avec Gaucelin du Vivier. Elle est ensuite une des possessions de la famille de Belcastel, à l'occasion du mariage de leur fille, Gaillarde du Vivier, seigneuresse de La Tour en Fenouillèdes, avec François de Belcastel. En 1432, Bernard Guillaume de Belcastel rend hommage à Philippe II de Lévis pour les lieux de Bouriège, Le Lion et La Serpent. En 1441, Gausselin de Belcastel, seigneur du Vivier, réitère cet hommage à Philippe II de Lévis.
Entre 1444 et 1452, le fief de La Serpent change par deux fois de seigneur. En effet, en 1444, Noble Roger de Senesplède en est le titulaire, il en rend hommage à Jean IV de Lévis.
Peu après, dès le milieu du XVe siècle, le château acquis avec la seigneurie de La Serpent, entre dans les possessions de la Famille Dax, une très ancienne famille originaire de Carcassonne qui donna plusieurs consuls de la Cité au Moyen Âge et resta présente en Haute vallée de l'Aude, notamment à Axat, jusqu'à l'orée du XXe siècle. C'est Arnaud Dax, consul de Carcassonne qui en fait l'acquisition, il est également seigneur d'Axat, d'Artigues (Aude), de Cailla, Le Clat, Leuc, Trèbes et autres places. Aussi, en 1459, « Noble Arnaud Dax » rend-il à son tour hommage pour la seigneurie de La serpent, à Jean IV de Lévis.
En 1479, date de la mort d’Arnaud Dax son père, Jean Dax seigneur de La Serpent, d'Axat et autres places, conseiller, grand chambellan du roi Charles VIII et Grand prévôt des maréchaux de France au royaume de Sicile, est notamment « héritier des seigneuries de Leuc, de la Serpent, d’Axat, Gaix, Artigues et Trevas ». Aussi rend-il rend hommage à Jean IV de Lévis  pour les seigneuries de La Serpent, Bouriège et du Lion, pour la quatrième part des lieux de Roquetaillade, Conilhac, du Vilars, de Pechtremaut, de Cazilhac, de Mornac et de Saint-Sauveur, ainsi que pour des fiefs nobles situés dans les lieux d’Alet, Rennes-le-Château et Antugnac. En 1493, il renouvellera cet hommage à l’adresse de Jean V de Lévis . En septembre 1494, Jean I Dax, est aux côtés du roi lors de son départ pour la 1re guerre d'Italie, il est, à cette époque reculée, encore qualifié de l'antique nom de « seigneur de Serpente »
Au XVIe siècle, le château est souvent mentionné au cours des guerres de Religion pour avoir servi de prison de transit pour les « religionnaires » capturés dans la région.
À la suite du mariage d'une fille de la branche de La Serpent de la famille Dax à la fin du XVIIe siècle avec le fils du marquis de Béon, le château est transmis avec la seigneurie, en guise de dot, à la famille de Béon qui finit de donner à l'édifice que nous connaissons aujourd'hui sa forme définitive depuis le début du XVIIIe siècle, leurs descendants y vivent jusqu'au XIXe siècle.
Le château est inscrit au titre des monuments historiques en 1986.